# Verwaltungsgerichtsbarkeit in der Republik Aserbaidschan
Die Verwaltungsgerichtsbarkeit (aserbaidschanisch: İnzibati-İqtisadi Məhkəmə) ist der Zweig der aserbaidschanischen Gerichtsbarkeit, der der gerichtlichen Kontrolle des Handelns der öffentlichen Verwaltung dient.

## Rechtliche Grundlage
Die gesetzliche Grundlage der Verwaltungsgerichtsbarkeit in Aserbaidschan wurde erstmals durch die Verabschiedung des Gesetzes „über die Bestätigung des neuen Verwaltungsprozesskodex der Republik Aserbaidschan“ geschaffen. Am 22. Juni 2010 wurde ein neues Gesetz unter dem Titel „Reformmaßnahmen für die Weiterentwicklung des Gerichtssystems und Änderungen am Gesetz über Gerichte und Richter und Änderungen am Gesetz über den Justizrat“ verabschiedet. Dadurch erfolgte die Einrichtung der Gerichtsstrukturen für die Verwaltungsgerichtsbarkeit in Aserbaidschan.
Am 1. Januar 2011 trat der neue Verwaltungsprozesskodex in Kraft, der die prozessualen Grundsätze und Regeln des Verfahrens in Verwaltungsstreitigkeiten festlegte.

## Zuständigkeit
Zuständig sind die Verwaltungsgerichte für die öffentlich-rechtlichen Streitigkeiten. Nach Art. 67 Abs. 2 des Verwaltungsverfahrensgesetz kann ein rechtswidriger Verwaltungsakt auch auf gerichtlichem Wege aufgehoben werden.
Die Verwaltungsgerichtsbarkeit in Aserbaidschan ermöglicht den Bürgerinnen und Bürgern eine Chance, sich gegen staatliche Maßnahmen zur Wehr zu setzen. Allein im Jahr 2011 wurden 6.818 Klagen bei den Verwaltungsgerichten erhoben und in ca. 84 % der Fälle erklärten die Verwaltungsgerichte öffentliches Behördenhandeln rechtswidrig.

## Aufbau
Für die verwaltungsgerichtlichen Verfahren ist als erste Instanz das Verwaltungsgericht zuständig. Berufungsinstanz der Verwaltungsgerichte sind die allgemeine Berufungsgerichte der Republik Aserbaidschan. Ein Senat für Verwaltungssachen des Obersten Gerichtes entscheidet über Berufungen gegen Urteile der Verwaltungsgerichte. Es hat seinen Sitz in Baku. Die aserbaidschanischen Verwaltungsgerichte entsprechen den deutschen Verwaltungsgerichten.
Das verwaltungsgerichtliche Verfahren ist grundsätzlich kostenpflichtig.
Es gibt sieben Verwaltungsgerichte in Aserbaidschan (Stand 2018):
- 1-Baku Verwaltungsgericht;

- 2-Baku Verwaltungsgericht;
- Gandscha Verwaltungsgericht;
- Sumgait Verwaltungsgericht;
- Shirwan Verwaltungsgericht;
- Sheki Verwaltungsgericht
- Verwaltungsgericht der Autonomen Republik Nachitschewan.[8]